# Tchilaburt
 (juillet 2024).
Tchilaburt est un village de la région de Tərtər en Azerbaïdjan.

## Histoire
En 1993-2020, le village était sous le contrôle des forces armées arméniennes. En 2020, le village de Tchilaburt a été restitué sous le contrôle de l'Azerbaïdjan

## Population
Selon les statistiques de 2009, la population du village est de 88 personnes.

## Économie
La principale occupation de la population du village de Tchilaburt est l'élevage et l'agriculture.